# Тиллман, Бенджамин
Бенджамин Тиллман (англ. Benjamin Tillman; 17 августа 1847 — 3 июля 1918) — американский политик, член Демократической партии, губернатор штата Южная Каролина с 1890 по 1894 год и сенатор Конгресса США с 1895 по 1918 год. Тиллману удалось отстранить от власти в штате «бурбонных демократов» и привести к власти другое крыло консерваторов, более расположенных к реформам.
Тиллман был фермером, который в 1880 годы разочаровался в политике демократической партии и возглавил фермеров, призывающих к реформам. В первое время его успехи были незначительными, но в 1890 году ему удалось взять под контроль демократическую партию и стать губернатором штата. В годы его губернаторства в Южной Каролине участились случаи линчевания негров, и Тиллман, хоть изначально и пытался это предотвратить, но в то же время и высказывал одобрение этим действиям и запомнился как сторонник расистской политики превосходства белых. В 1894 году завершился его второй губернаторский срок, и легислатура штата выбрала его сенатором.
На  сенатских выборах он обещал проткнуть вилами президента Кливленда, за что получил прозвище «Бен-Вилы» (Pitchfork Ben). Он был возможным кандидатом в президенты на выборах 1896 года, но из-за своей радикальной риторики он потерял этот шанс. Несмотря на жёсткие высказывания относительно афроамериканцев, Тиллман был эффективным законодателем и по его инициативе был принят «Закон Тиллмана», запрещающий корпорациям финансировать выборные компании. Тиллман регулярно переизбирался на свой сенатский пост и прослужил на нём до конца жизни. При его активном содействии в Южной Каролине был созван конституционный конвент и принята Конституция 1895 года, которая лишила права голоса большинство чернокожих  и некоторое количество белых.

### Статьи
- Robison, Daniel M. From Tillman to Long: Some Striking Leaders of the Rural South (англ.) // The Journal of Southern History. — Southern Historical Association, 1937. — Vol. 3, iss. 3. — P. 289-310. — ISBN 10.2307/2191237.
- Simkins, Francis Butler. Ben Tillman's View of the Negro (англ.) // The Journal of Southern History. — Southern Historical Association, 1937. — Vol. 3, iss. 2. — P. 161-174. — ISBN 10.2307/2191880.